# Pont Saint-Martin (Vienne)
Le Pont-Saint-Martin est un pont de la commune de Vienne qui franchit la rivière de la Gère et relie la rue Joseph Martin à l'église Saint-Martin et la Place Saint-Martin dans le quartier Vallée de Gère.

## Histoire
Le pont Saint-Martin n'est pas, comme de nombreux historiens viennois l'ont écrit, une création de Jean de Bernin, car il existait  bien avant lui. Trois chartes de Cluny, qui datent de la première moitié du XIe siècle, nous montrent qu'il y avait alors un double passage sur la Gère pour aller de la ville proprement dite aux faubourgs de la rive droite, et que le terrain qui s'étendait du rempart de la cité à la boucle de la rivière s'appelait précisément « Entre deux ponts ». On doit même tenir pour certain que ces deux ponts sont d'origine romaine. En effet, le plus près du confluent de la Gère et du Rhône marquait le point de départ du « compendium », tendant de Vienne à Lyon. Et la route de Vienna à Bergusium par la vallée de Septème, dont la rue Cuvière était le tronçon initial extra muros, empruntait nécessairement le pont auquel le Moyen Âge donna le nom de Saint-Martin à cause de l'église qui en était proche.
Le pont refait par Jean de Bernin n'a pas duré beaucoup plus qu'une centaine d'années : vers 1375, une crue de la Gère le renversa et un pont de bois le remplaça durant quelques années. Puis Guillaume Blanc, en 1387, fit un legs en faveur du pont. Enfin en 1395, la ville décida de rebâtir le pont en pierres. « Le prix-fait fut donné pour tirer des pierres de choin, près les moulins des quatre pour construire le pont » et la construction commença en juillet. Les travaux durèrent plusieurs années ; étant donné leur importance relativement faible, on peut penser que les travaux n'ont pas été menés de façon suivie. Rien de surprenant alors que Jacques de Montmaur, gouverneur du Dauphiné, ait rendu une ordonnance, datée de Grenoble et du 18 janvier 1399 pour la réédification du pont à arche unique. Cette ordonnance porte ses fruits : le pont dut être achevé à la fin de cette année 1399, puisque, le 10 janvier 1400, « quittance finale fut posée à la ville par Jacques Beaujeu, maître des œuvres delphinal, et Étienne Comte, entrepreneurs du pont de Saint-Martin, de trente francs d'or pour reste du prix-fait à eux donné ».
Deux ans plus tard, la croix de pierres que Chorier a vue, fut érigée. Et déjà une maison (celle de Bérand du Bourg) est venue, avec l'agrément consulaire prendre son point d'appui sur le parapet et sur les murs de soutènement, au nord-est, sur la rive droite de la Gère, donnant ainsi au pont de Saint-Martin la physionomie que nous lui voyons encore. Car ce vieux pont, bâti avec tant de soins, est resté intact ; il ne lui manque que la croix de pierre dont l'emplacement est, aujourd'hui encore, marqué par un grand trou rectangulaire creusé dans un bloc de pierre de choin, au parapet d'amont.
Il est devenu Monument Historique en 1924. Aujourd'hui, les personnes l'utilisent comme passerelle.